# Intertoto Cup 1973
De Intertoto Cup was sinds 1967 een mogelijkheid voor ploegen om in de zomer te kunnen blijven voetballen. Deze editie van 1973 werd zoals gebruikelijk gehouden tijdens deze zomerstop. Er werden alleen groepswedstrijden georganiseerd, omdat het onhaalbaar bleek om nog knock-outronden te spelen na de zomerstop. Clubs hadden daarvoor een te druk programma en de UEFA had bepaald dat ploegen die al aan UEFA-toernooien zoals de twee edities van de Europa Cup meededen, niet mochten deelnemen aan andere toernooien.
Aan deze editie van het toernooi deden 40 ploegen mee, acht meer dan vorig jaar. Er waren tien groepen van vier teams. Elk team speelde zes wedstrijden. Er deden zeven ploegen mee uit Zweden; zes uit West-Duitsland; vier uit Denemarken, Nederland, Oostenrijk, Tsjecho-Slowakije en Zwitserland; drie uit Polen; twee uit Frankrijk en één uit België en Portugal.
De Tsjecho-Slowaakse ploeg AC Nitra uit groep negen haalde samen met het Zweedse Östers IF uit groep tien de beste score van het toernooi. Beide ploegen wonnen al hun wedstrijden en haalden dus de volle twaalf punten.
Feyenoord uit Rotterdam won uiteindelijk de UEFA Cup. Daarmee is Feyenoord de enige ploeg die na het winnen van een Intertoto Cup poule ook de UEFA Cup won.

## Eindstanden

### Groep 1
| plaats | Club           | Doelpunten | Punten |
| ------ | -------------- | ---------- | ------ |
| 1.     | Hannover 96    | 9 : 4      | 10     |
| 2.     | FC Den Haag    | 8 : 7      | 6      |
| 3.     | Atvidabergs FF | 8 : 9      | 4      |
| 4.     | FC Winterthur  | 6 : 11     | 4      |

### Groep 2
| plaats | Club              | Doelpunten | Punten |
| ------ | ----------------- | ---------- | ------ |
| 1.     | Slovan Bratislava | 6 : 1      | 10     |
| 2.     | PSV               | 12 : 5     | 6      |
| 3.     | AIK Stockholm     | 5 : 7      | 5      |
| 4.     | MSV Duisburg      | 5 : 15     | 3      |

### Groep 3
| plaats | Club             | Doelpunten | Punten |
| ------ | ---------------- | ---------- | ------ |
| 1.     | Hertha BSC       | 12 : 6     | 10     |
| 2.     | CUF Barreiro     | 10 : 4     | 7      |
| 3.     | Malmö FF         | 8 : 9      | 7      |
| 4.     | Grasshopper-Club | 5 : 16     | 0      |

### Groep 4
| plaats | Club           | Doelpunten | Punten |
| ------ | -------------- | ---------- | ------ |
| 1.     | FC Zürich      | 15 : 9     | 8      |
| 2.     | Slavia Praag   | 9 : 7      | 7      |
| 3.     | AS Nancy       | 7 : 13     | 5      |
| 4.     | IFK Norrköping | 12 : 14    | 4      |

### Groep 5
| plaats | Club       | Doelpunten | Punten |
| ------ | ---------- | ---------- | ------ |
| 1.     | ROW Rybnik | 16 : 6     | 9      |
| 2.     | VOEST Linz | 12 : 11    | 7      |
| 3.     | Örebro SK  | 13 : 10    | 6      |
| 4.     | FC Lugano  | 4 : 18     | 2      |

### Groep 6
| plaats | Club               | Doelpunten | Punten |
| ------ | ------------------ | ---------- | ------ |
| 1.     | Union Teplice      | 15 : 9     | 9      |
| 2.     | Austria Klagenfurt | 9 : 9      | 6      |
| 3.     | Djurgardens        | 6 : 10     | 6      |
| 4.     | Næstved IF         | 8 : 10     | 3      |

### Groep 7
| plaats | Club             | Doelpunten | Punten |
| ------ | ---------------- | ---------- | ------ |
| 1.     | Feyenoord        | 15 : 10    | 10     |
| 2.     | Standard Luik    | 13 : 9     | 8      |
| 3.     | AS Saint-Étienne | 12 : 12    | 6      |
| 4.     | Schalke 04       | 7 : 16     | 0      |

### Groep 8
| plaats | Club              | Doelpunten | Punten |
| ------ | ----------------- | ---------- | ------ |
| 1.     | Wisła Kraków      | 12 : 8     | 8      |
| 2.     | Tirol Innsbruck   | 14 : 13    | 6      |
| 3.     | B 1903 Kobenhavn  | 13 : 15    | 6      |
| 4.     | Kickers Offenbach | 11 : 14    | 4      |

### Groep 9
| plaats | Club                   | Doelpunten | Punten |
| ------ | ---------------------- | ---------- | ------ |
| 1.     | AC Nitra               | 18 : 6     | 11     |
| 2.     | FC Amsterdam           | 13 : 14    | 5      |
| 3.     | Eintracht Braunschweig | 5 : 10     | 4      |
| 4.     | Vejle BK               | 10 : 16    | 4      |

### Groep 10
| plaats | Club             | Doelpunten | Punten |
| ------ | ---------------- | ---------- | ------ |
| 1.     | Östers IF        | 16 : 4     | 11     |
| 2.     | Austria Salzburg | 16 : 11    | 7      |
| 3.     | Polonia Bytom    | 16 : 15    | 6      |
| 4.     | Boldklubben 1901 | 5 : 23     | 0      |